# Oasis of the Seas
L’Oasis of the Seas est un navire de croisière de la compagnie Royal Caribbean Cruise Line. Son sister-ship, l’Allure of the Seas, a été livré en 2010. Il a 4 sister-ships : l'Allure of the Seas, l'Harmony of the Seas, le Symphony of the Seas et le Wonder of the Seas.
Il fut le plus grand paquebot au monde jusqu'à la mise en service de l'Harmony of the Seas en mai 2016.

## Caractéristiques du projet Genesis
Le projet appelé Project Genesis faisait état de navires de 220 000 tonneaux, 361,8 mètres de long, 66 mètres de large et 65 mètres de tirant d'air. Pouvant accueillir jusqu'à un maximum de 6 296 passagers et 2 165 membres d'équipage (soit un total d'environ 8 500 personnes), cela fera d'eux les plus grands paquebots au monde.
Ils disposent de 2 706 cabines, 28 suites sur le pont le plus élevé et une suite spéciale de 156 mètres carrés agrémentée d'un balcon de 78 mètres carrés.
Ces navires sont constitués de 525 000 mètres carrés de tôle d'acier, 5 000 kilomètres de fil électrique, 90 000 mètres carrés de moquette et peuvent produire 4,1 millions de litres d'eau douce par jour (466 litres par personne et par jour).
Il est équipé de 3 moteurs de 16 cylindres et 3 autres de 12, produisant plus de 96 MW. Pour les manœuvres, le navire dispose de 4 propulseurs d'étrave développant chacun 7 500 ch, soit 22 MW au total. Les cheminées sont télescopiques afin de passer sous les ponts.
Les installations sont : 21 piscines dont deux à vague, en réalité des simulateurs de surf, une fosse aquatique à profondeur variable jusqu'à 5,4 m, un spa, un parc contenant 12 175 plantes dont des arbres et bambous dont certains font plus de 7,3 m, 62 plants de vigne, deux murs d'escalade, une tyrolienne, un minigolf, un casino, des manèges, des boutiques, 7 restaurants et un bar ascenseur. On note également la présence d'une patinoire destinée aux spectacles sur glace.
Les eaux usées sont recyclées.
La consommation théorique de carburant est estimée à environ 3,7 l par 100 km par personne.
Le 27 décembre 2012, la presse se fait l'écho de l'annonce par STX France, de la commande d'un troisième bâtiment de ce type par la compagnie américaine Royal Caribbean International. Livrable mi-2016, ce paquebot sera construit aux Chantiers de l'Atlantique de Saint-Nazaire (STX France) et fera 362 m, il sera donc le plus long paquebot du monde. Un quatrième bateau serait en option, toujours à Saint-Nazaire, pour livraison en 2018. Ces navires devraient comporter quelques évolutions par rapport aux deux précédents, notamment sur le plan de l'efficacité énergétique.

## À bord
| Restaurants, snacks et cafés |
| --- |
| - 150 Central Park - Boardwalk Donuts - Café Promenade - Candy Store - Chef's Table - Chops Grille - Concierge Lounge - CupCake CupBoard - Diamond Lounge - Giovanni's table - Izumi - Johnny Rocket's - Restaurant principal - Park Cafe - Room Service - Seafood Shack - Sorrento's Pizza - Solarium Bistro - Starbuck's - Vitality Café - Wipeout Bar - Windjammer Café |
| Activités |
| - FlowRider - Mur d'escalade - Mini-Golf - Patinoire - Terrains de Sports - Tyrolienne - Casino Royale - Carrousel - Comédie musicale Hairspray - Piscines - Spectacle à l'Aqua Théâtre - Bibliothèque - Programme bébés de 6 à 36 mois - Programme jeunesse Adventure Ocean - Programme jeunesse New Teen - DreamWorks Experience - Cinéma 3D - Zone H2O                  |

## Photographies

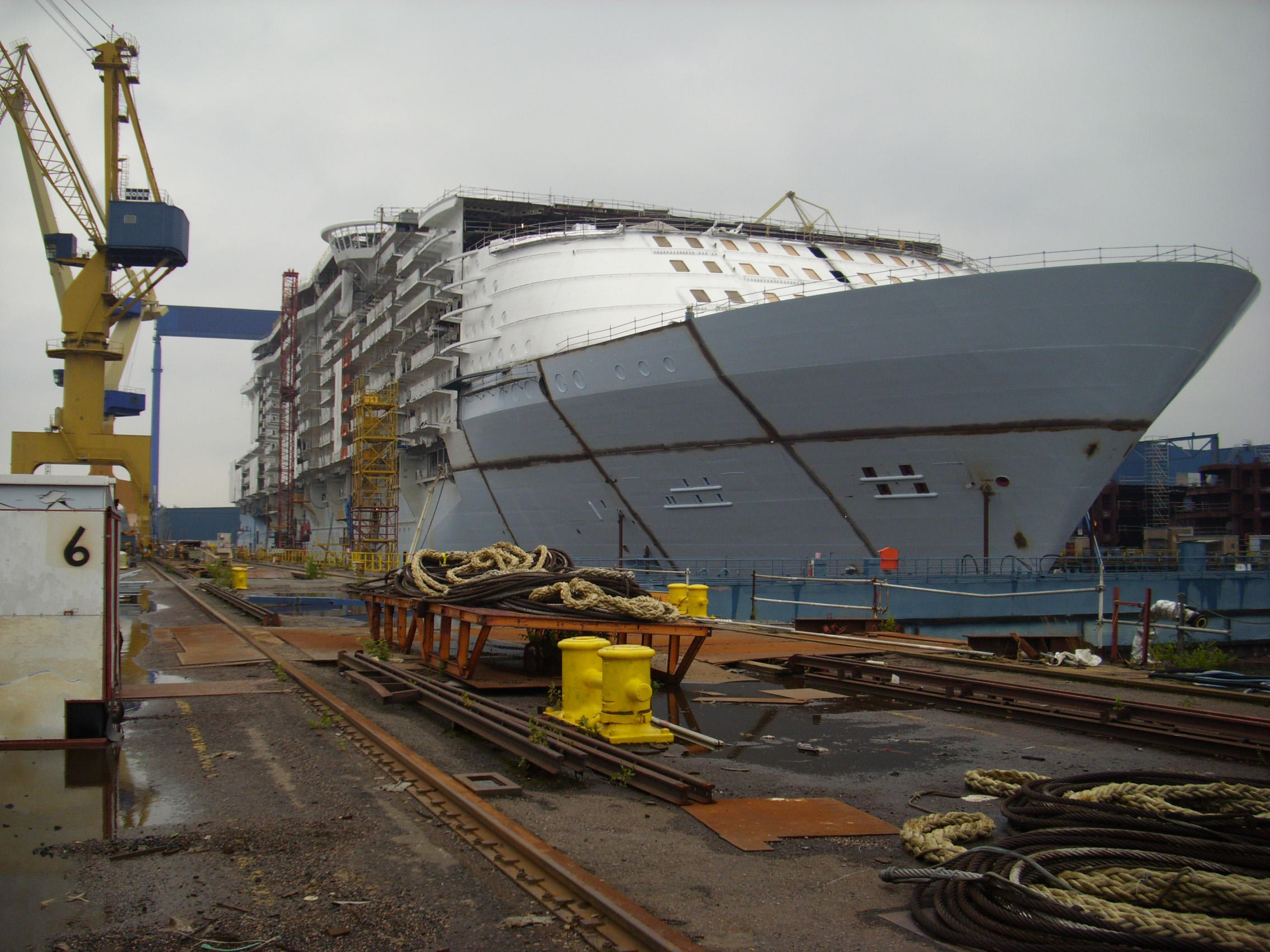
En construction dans le chantier naval de Turku (juillet 2008).
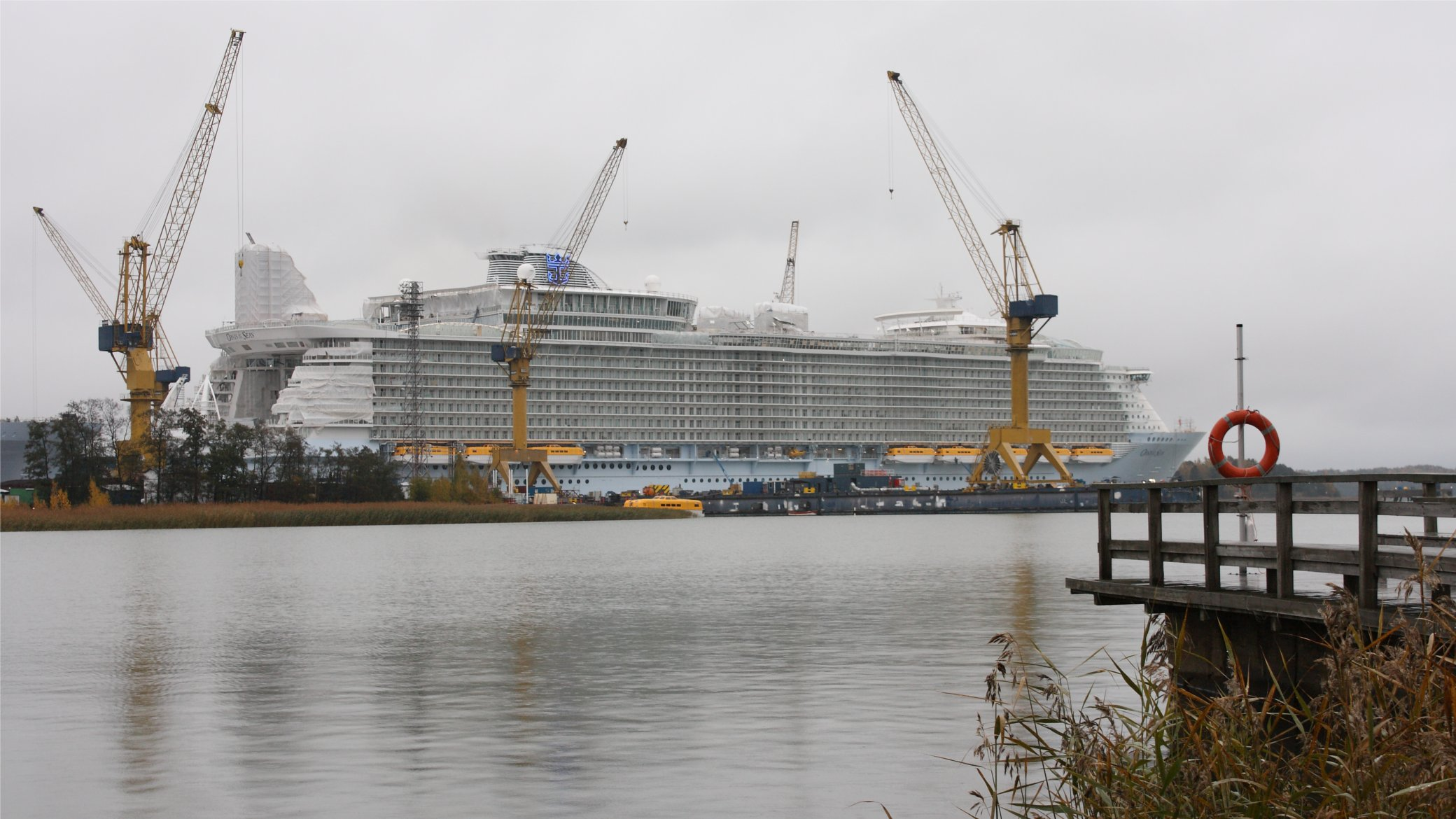
En construction (octobre 2009).
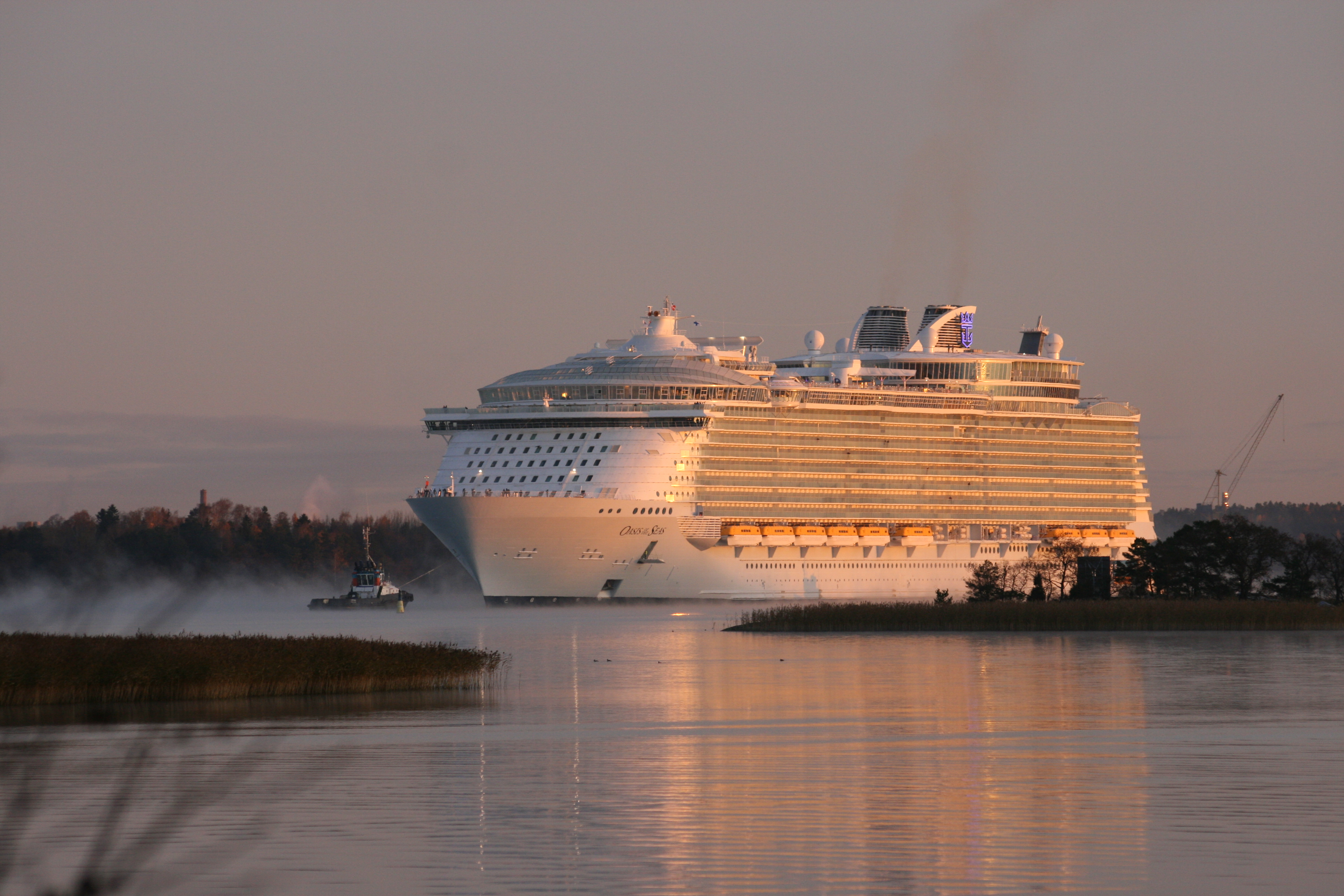
Oasis of the Seas quittant le chantier naval de Turku. Des cheminées sont abaissées pour qu'il passe sous la liaison du Grand Belt plus tard dans la même journée.
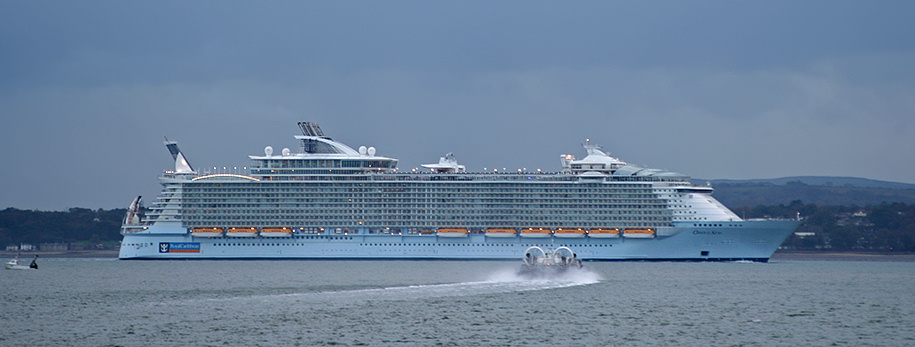
Au coucher du soleil près de l'île de Wight, Grande-Bretagne, avant d'entamer son voyage de livraison.
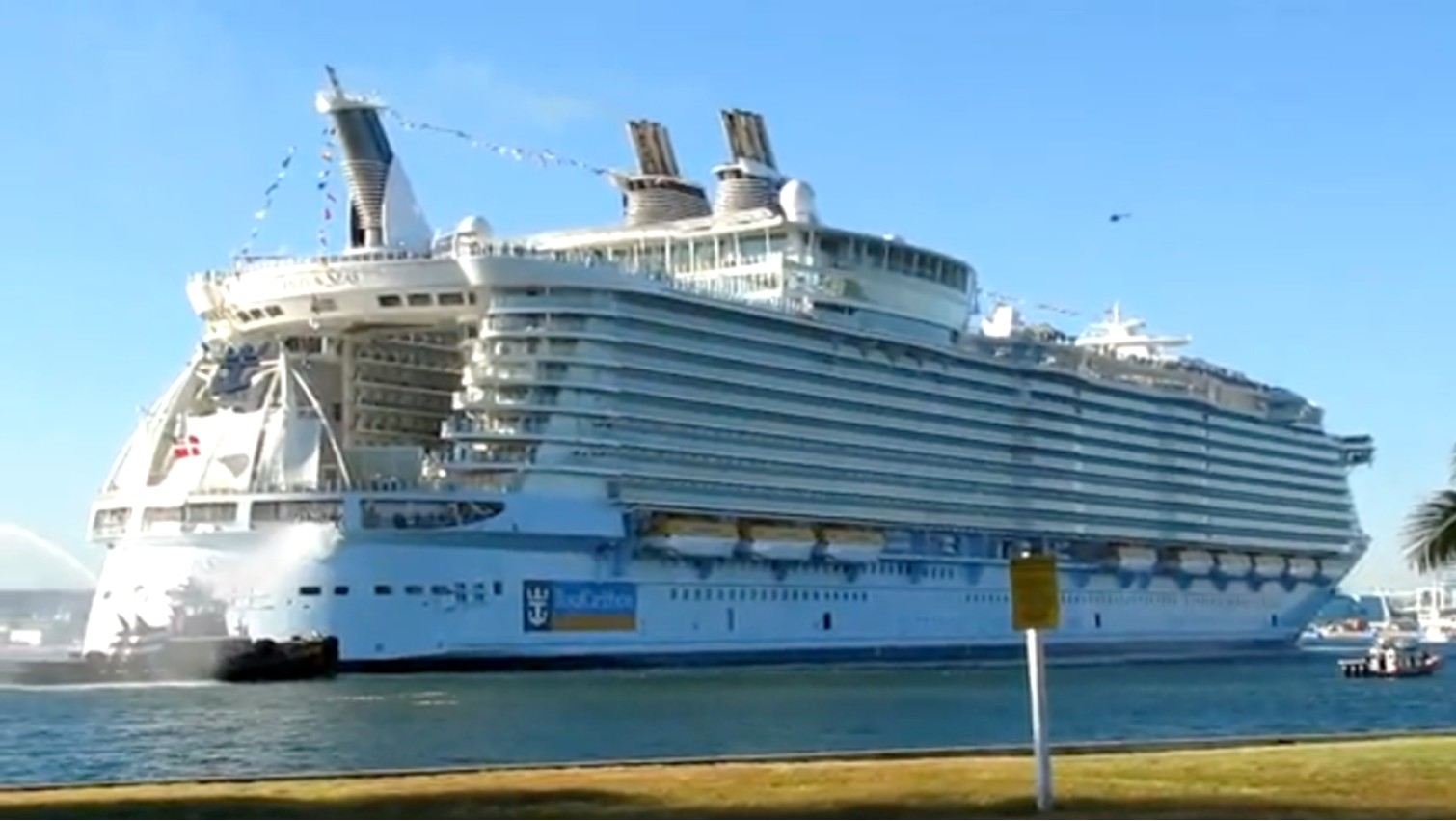
Oasis of the Seas photographié alors qu'il entre dans Port Everglades, Floride, achevant son voyage de livraison (14 jours) depuis la Finlande.
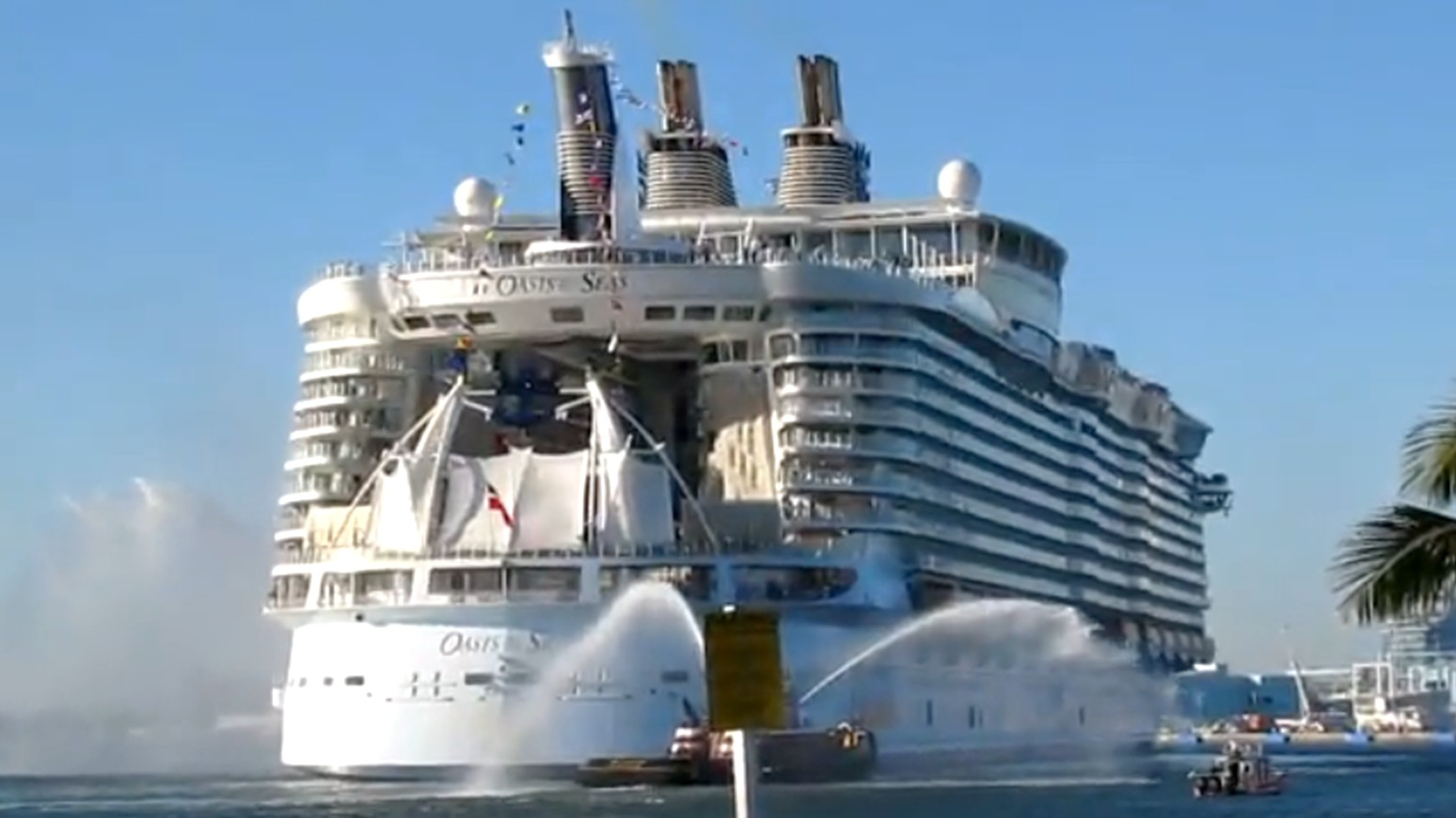
Oasis of the Seas photographié alors qu'il entre dans Port Everglades, Floride, achevant son voyage de livraison.
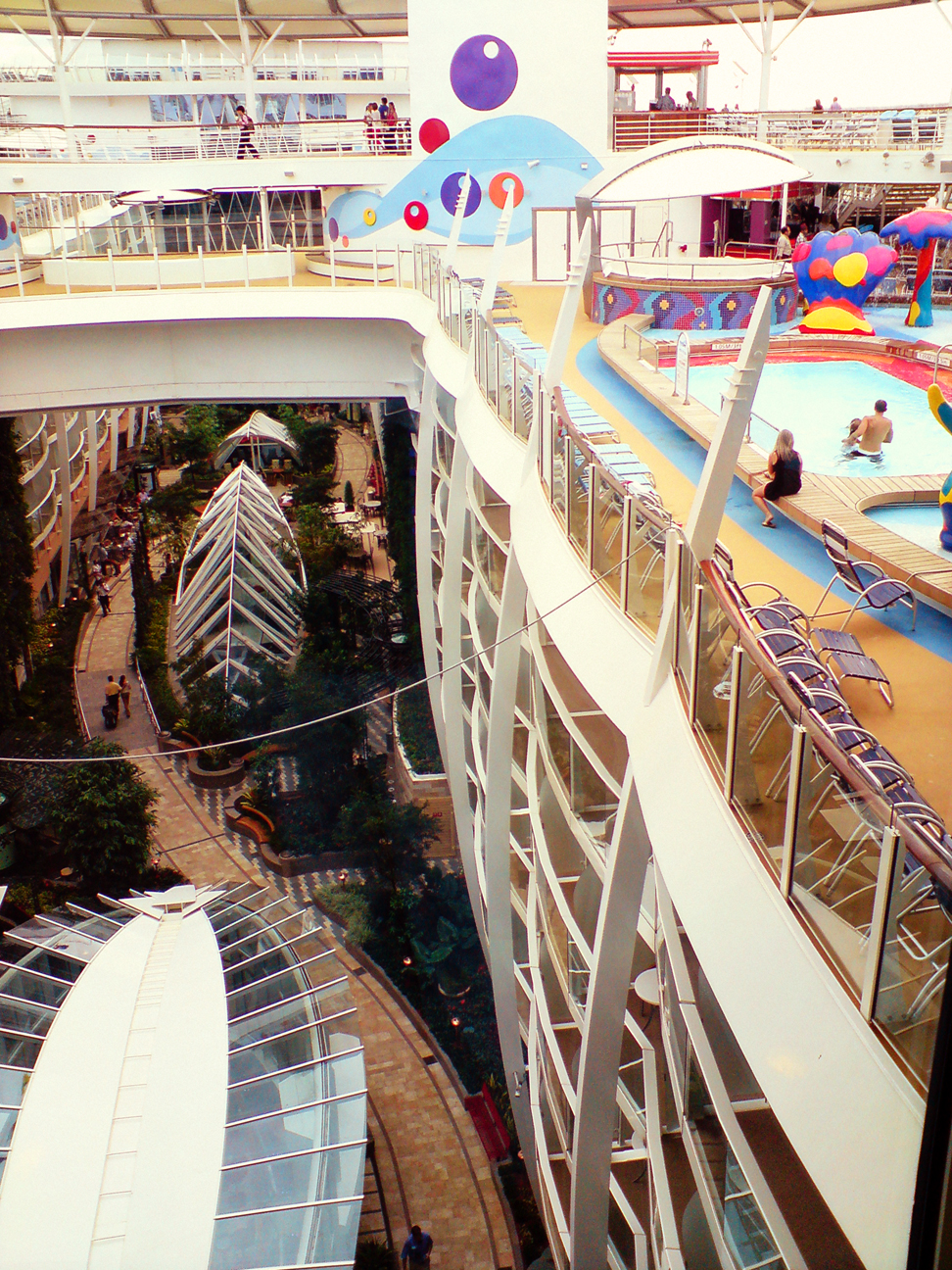
Vue en plongée sur le Central parc.
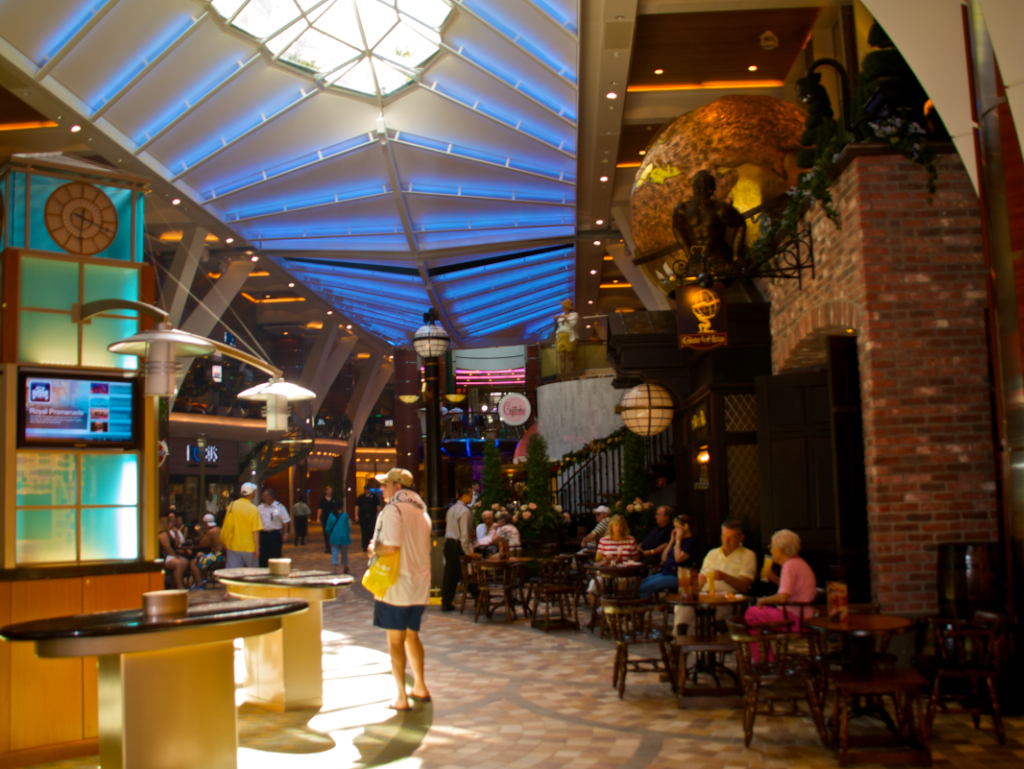
The Royal Promenade.
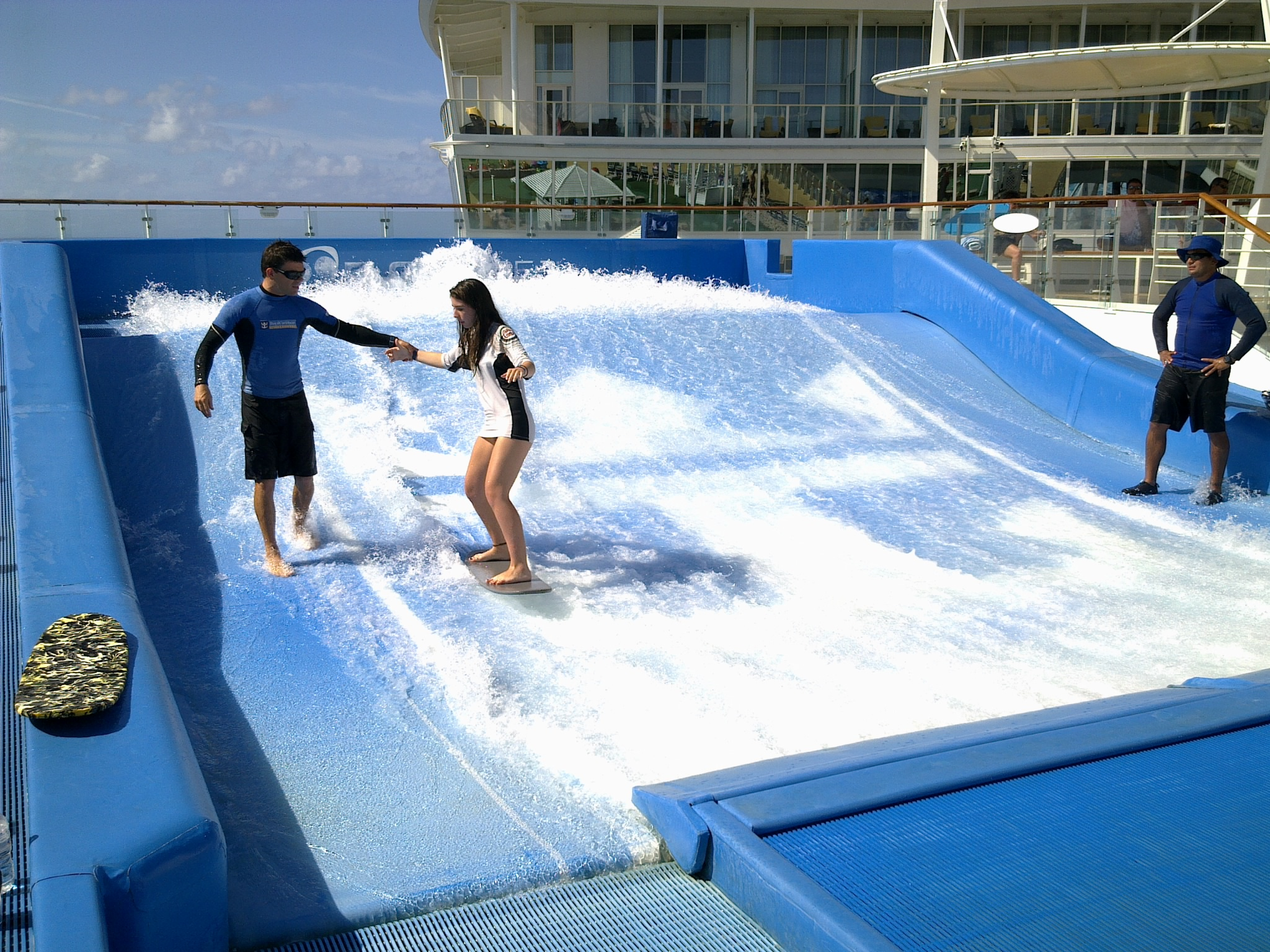
Simulateur de surf bâbord.
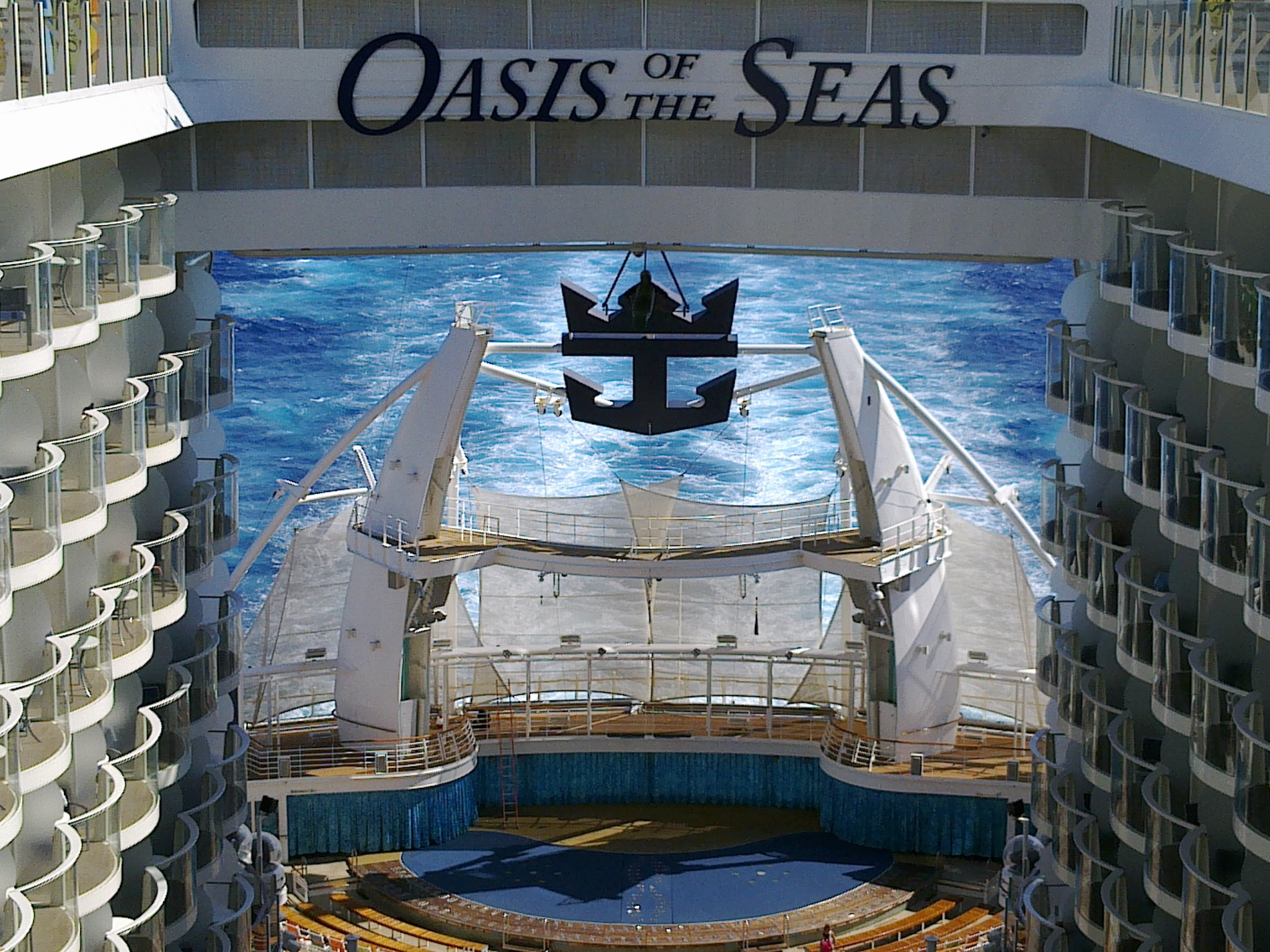
Vue plongeante sur la fosse aquatique dont le fond mobile peut descendre à 5,40 m et permet les plongeons des superstructures.
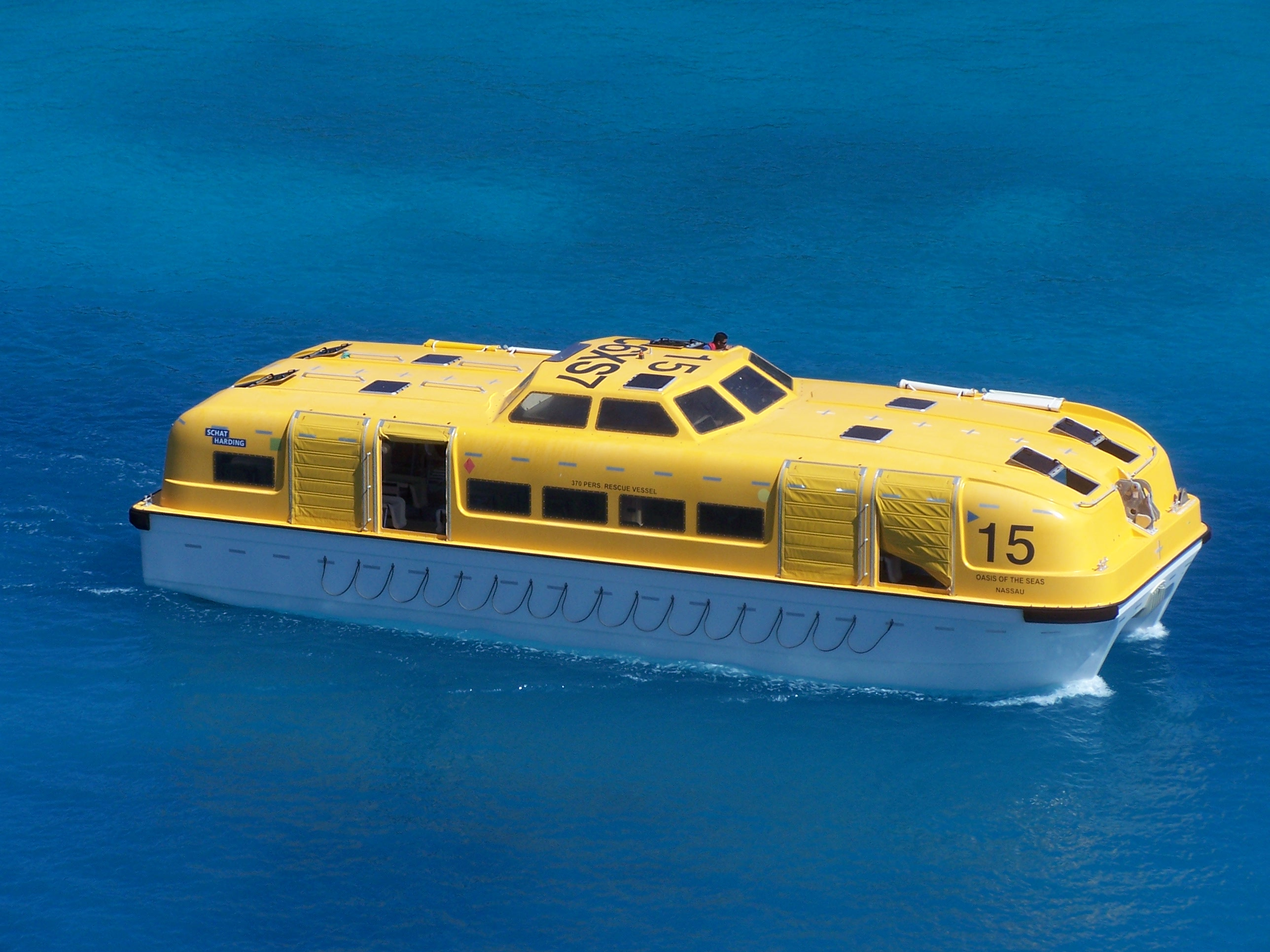
Un des 18 canots de l'Oasis of the Seas, pouvant contenir jusqu'à 370 personnes.

## Historique
La construction du Oasis of the Seas, d'une valeur estimée à 900 millions d'euros, a débuté en 2006 et il a été mis à l'eau le 21 novembre 2008. Sa livraison a eu lieu le 28 octobre 2009. Son port d'attache est Fort Lauderdale en Floride. Son voyage inaugural de 4 jours a eu lieu le 1er décembre 2009 de Fort Lauderdale à Labadie, en Haïti,.